# Cereopsius luhuanus
Cereopsius luhuanus är en skalbaggsart. Cereopsius luhuanus ingår i släktet Cereopsius och familjen långhorningar.

## Underarter
Arten delas in i följande underarter:
- C. l. luhuanus
- C. l. ternatensis